# Перфин
Перфи́н (англ. perfin), иногда также фигу́рная перфора́ция и в общем значении проко́л, — фигурный рисунок, составленный крошечными проколами на почтовой марке, который производится фирмами и учреждениями в различных целях.

## Английская терминология
Термин «перфин» в английском языке образован от сокращения «perforated initials» («перфорированные инициалы») или «perforated insignia» («перфорированные знаки (почтовой оплаты»). Иногда на английском языке их также называют SPIFS (сокращенно от англ. «Stamps Perforated by Initials of Firms and Societies» — «марки, перфорированные инициалами фирм и компаний»).

## Описание
Для изготовления перфинов организации используют перфорационные машины, чтобы делать проколы, которые образуют буквы или рисунки на почтовых марках для предотвращения хищения марок. Размер и число перфинов обычно регулировались в соответствующей стране законодательством или почтовыми правилами.
Иногда перфины (проколы) знаков почтовой оплаты могут производиться почтовым учреждениями для недопущения их повторного использования и с другими с целями; в этих случаях говорят о гашении пробоем (проколом), дополнительном гашении или аннулирующей перфорации.

## История
Впервые перфины появились в Великобритании в 1868 году. Они по-прежнему используются там и ещё в нескольких странах, в основном для превращения почтовых марок в служебные, хотя их употребление резко снизилось после появления франкировальных машин и распространения для этих целей франкотипов. В Великобритании негашёные почтовые марки можно сдавать за деньги в почтовые отделения, а перфорирование почтовых марок явно указывало на незаконность их приобретения частным лицом, поэтому до распространения франкировальных машин использование перфинов предоставляло организациям лучшую возможность обеспечить сохранность своих знаков почтовой оплаты.
Ряд государств прокалывали почтовые марки для обозначения официальной государственной почты. К примеру, в 1906 году департамент печати и писчебумажных материалов правительства Мыса Доброй Надежды ввёл систему перфорирования почтовых марок, используемых департаментом при отправке корреспонденции за границу. Проколы на марках делались машиной в виде 11 круглых отверстий, составляющих два треугольника, общие вершины которых сходились посередине марки.

## Проколы на переводах
Почтовые переводы Великобритании перфорировались специальными машинами в процессе выплаты выигрышей в тотализаторе по результатам футбольных матчей. Такие почтовые переводы время от времени появляются, но коллекционеры почтовых переводов ведут на них настоящую охоту.

## Коллекционирование
Ранее считавшиеся дефектными марками, не заслуживающими места в коллекциях, почтовые марки с проколами в наши дни высоко ценятся опытными филателистами. Часто бывает сложно установить первоначальное использование отдельных перфинов, поскольку обычно у них нет опознавательных свойств. Например, компания «Кодак» применяла простое «K» как свой перфин, но саму по себе марку с проколом в виде буквы «K» могли использовать ещё несколько организаций.
Ценность перфина значительно повышается, если марка с проколом «K» наклеена на конверт с каким-либо опознавательным обозначением компании, к примеру — её название, адрес или хотя бы почтовый штемпель или гашение какого-либо известного населённого пункта, где был офис компании.
Существуют объединения коллекционеров перфинов — в Германии, Великобритании и США.